# Under the Lilacs
Under the Lilacs (sem tradução para o português) é um romance ficcional infantil de Louisa May Alcott, publicado pela primeira vez em 1878, que conta a história duas meninas (Bab e Betty Moss), Dona Célia, um artista circense fugitivo (Ben Brown) e seu cachorro (Sancho).